# Tansèga-Bokin
Pour les articles homonymes, voir Tansèga.
Ne doit pas être confondu avec Tansèga (Ziga).
Tansèga-Bokin est une localité située dans le département de Ziga de la province du Sanmatenga dans la région Centre-Nord au Burkina Faso.

## Économie
L'agro-pastoralisme est l'activité principale de ce village.

## Éducation et santé
Le centre de soins le plus proche de Tansèga-Bokin est le centre de santé et de promotion sociale (CSPS) de Ziga tandis que le centre hospitalier régional (CHR) se trouve à Kaya.
Tansèga-Bokin possède un centre permanent d'alphabétisation et de formation (CPAF).